# Medal „Zasłużony Działacz Towarzystwa Przyjaźni Polsko-Radzieckiej”
Medal „Zasłużony Działacz Towarzystwa Przyjaźni Polsko-Radzieckiej” – odznaczenie okresu PRL, ustanowione 14 listopada 1986, nadawane osobom mającym wybitne zasługi w działalności na rzecz Towarzystwa Przyjaźni Polsko-Radzieckiej.

## Opis odznaki
Odznaka wykonana była z pozłacanego tombaku i miała kształt przypominający pięcioramienną gwiazdę o wymiarach 40 na 40 mm z emaliowanymi na biało ramionami i złotymi pękami promieni między nimi.
Na awersie umieszczone są flagi ZSRR i Polski pokryte czerwoną, żółtą i białą emalią oraz nie emaliowany napis „ZASŁUŻONY DZIAŁACZ TPPR”.
Odznaka zawieszana była na ciemnobordowej wstążce szerokości 30 mm z biało-czerwonym paskiem o szerokości 4 mm pośrodku.